# 平野秀吉
平野 秀吉（ひらの ひできち、1873年6月5日 - 1947年5月27日）は日本の教育者・国文学者。

## 来歴・人物
1873年、新潟県蒲原郡巻村（現・新潟市西蒲区）に生まれる。西蒲原郡巻小学校を卒業後、授業生として巻小学校、国上小学校、弥彦小学校を歴任。1891年、西蒲原郡灰方尋常小学校訓導兼校長。1895年、新潟県立新潟中学校（現・新潟高等学校）教諭。1899年、富山県立第三中学校（現・富山県立魚津高等学校）教諭。1901年、新潟県高田師範学校教諭、舎監兼任。1934年、依願退職、同年卒業生による胸像建立。1947年5月27日、脳溢血で倒れ同日逝去。享年78。

## 主な著書
- 『国語声音学』 国光社, 1902
- 『綴り方教授の根本的研究』 六合館, 1915
- 『唐詩選全釈』 東洋図書刊行会, 1929
- 『良寛と万葉集』 文理書院, 1947

そのほか、未刊となった大著『全釈万葉集昭和略解』がある。後に「巻町双書」として、一部が刊行された。

## 校歌作詞
- 新潟県立三条高等学校
- 上越市立上雲寺小学校
- 長岡市立川崎小学校
- 妙高市立姫川原小学校（旧校歌）
- 燕市立小池小学校
- 新潟市立新津第一小学校